# Must carry
«Must-Carry» es un término usado por la Comisión Federal de Comunicaciones de los Estados Unidos que insta a los proveedores de televisión por suscripción estadounidenses a incluir en parrilla de programación a todos los canales locales de TV abierta y TV por satélite
que poseen licencia. Esta norma se creó para prevenir que los sistemas de televisión por cable afecten los intereses de las emisoras de libre difusión.
Existen algunas excepciones, entre las más importantes están:
- Las empresas de cable solo emitirán la señal de las estaciones que así lo hayan requerido.
- Las empresas que incumplan con los términos incluidos en esta disposición, tiene un determinado tiempo para cumplirla después de que poseen la capacidad de emitir señal. Si no lo hacen deberán pagar un determinado monto por costo de conexión.

## Categorías
- Categoría:Televisión por cable